# Neocentrobiella longiungula
Neocentrobiella longiungula är en stekelart som beskrevs av Lin 1993. Neocentrobiella longiungula ingår i släktet Neocentrobiella och familjen hårstrimsteklar. Inga underarter finns listade i Catalogue of Life.